# Nglawak (Kertosono)
Nglawak is een bestuurslaag in het regentschap Nganjuk van de provincie Oost-Java, Indonesië. Nglawak telt 5369 inwoners (volkstelling 2010).